# 철권 2
《철권 2》(鉄拳 2 텍켄 2[*], Tekken 2)는 남코의 대전 격투 게임인 철권 시리즈의 2번째 작품이다. 1995년 8월 아케이드 게임으로 첫 선을 보였고, 1996년 3월 29일에 플레이스테이션으로 이식되어 발매되었다.

## 스토리
아들인 미시마 카즈야에 패해 치히(稚戱)로 골짜기 밑으로 떨어진 미시마 헤이하치. 하지만 그는 불굴의 의지로 살아남았고, 미시마 카즈야가 서서히 자신의 왕국을 세우려는 계획을 세워, The King of Iron Fist Tournament 2를 개최하자 미시마 헤이하치는 복수를 위해 참가하게 된다.

## 시스템
원래는 카자마 준이 일반 캐릭터로 설정되어 있고 백두산은 마샬 로우의 중간보스로 설정되어 있었으나 대한민국 수출용 버전만 유일하게 백두산과 카자마 준의 위치가 뒤바뀌었다. 즉, 대한민국 버전에서는 마샬 로우의 중간보스가 카자마 준이고 왕 진레이가 백두산의 중간보스이다. (아케이드 기판 옵션설정에서 캐릭터 셀렉트 양쪽 끝을 준&레이 또는 백두산&레이로 변경할 수 있다)

## 캐릭터
굵은 글씨는 신캐릭터이다.

### 기존 캐릭터
- 미시마 헤이하치
- 마샬 로우
- 폴 피닉스
- 미셸 창
- 니나 윌리엄스
- 킹
- 요시미츠
- 카자마 준
- 레이 우롱
- 잭-2

### 중간보스 캐릭터
- 쿠마

폴 피닉스의 중간보스
- 간류

미셀 창의 중간보스.
- 안나 윌리엄스

니나 윌리엄스의 중간보스. 모든 면에서 니나 윌리엄스보다 우수하다.
- 리 차오랑

미시마 헤이하치의 중간보스
- 아머킹

킹의 중간보스
- 왕 진레이

카자마 준의 중간보스
- 쿠니미츠

요시미츠의 중간보스.
- 프로토타입　잭

양산형 잭의 중간보스.
- 백두산

마샬 로우의 중간보스. 태권도를 사용한다.
- 브루스 어빈

레이 우롱의 중간보스
- 로저
- 알렉스

### 막판보스 캐릭터
- 카자마 준
- 미시마 카즈야
- 엔젤
- 데빌

## 스테이지 설정
VER.B 이후로는 모든캐릭터로 선택하면 갑 (천간)단계부터 경 (천간)단계까지는 기존 캐릭터들이 등장한다. 단, 병 (천간)단계에서 끝라운드에 그레이트(Great)로 이기면 정 (천간)단계에서 로저(혹은 알렉스)가 등장하게 된다. 여기서 로저(혹은 알렉스) 자신이 선택시에는 폴 피닉스의 중간보스인 쿠마가 등장한다. 신 (천간)단계에서는 기존캐릭터마다 중간보스캐릭터가 등장한다. (미시마 헤이하치인 경우 리 차오랑,폴 피닉스인 경우 쿠마 등) 미시마 카즈야로는 로저(혹은 알렉스)가 등장하고 로저와 알렉스는 서로 한쌍이 등장한다. 그리고 데빌 카즈야(혹은 엔젤)로는 리 차오랑과 같이 미시마 헤이하치가 등장한다. 임 (천간)단계에서는 모든캐릭터로 선택시 미시마 카즈야가 등장한다. 단 미시마 카즈야로 선택시 미시마 헤이하치가 등장하며 데빌 카즈야(혹은 엔젤)로 선택시 카자마 준이 등장한다. 계 (천간)단계에는 모든캐릭터로 선택시 데빌 카즈야로 등장하고,데빌 카즈야로 선택시 엔젤이 등장한다.

## 콘솔전용 테마
중간보스 캐릭터의 배경음악은 플레이스테이션버전 철권1의 배경음악을 그대로 사용하였다. 스테이지辛에서는 중간보스의 배경음악으로만 들리지만 그 외의 사항은 해당된다.
- 왕 진레이 = 사천성(중국)
- 쿠니미츠 = 앙코르와트 (캄보디아)
- 안나 윌리엄즈 = 킹조지섬(남극)
- 리 차오랑 = 시카고(미국)
- 쿠마 = 아크로폴리스(그리스)
- 프로토타입 잭 = 윈더미어(영국)
- 아머킹 = 마뉴먼트밸리(미국)
- 간류 = 철권1의 쿄토 (일본)
- 브루스 어빈 = 마린 스타디움 (일본)
- 로저/알렉스 = 피지(피지)

이 중 베네치아(이탈리아)는 대상에서 제외되었다. 백두산의 배경음악은 한버전의 기존캐릭터였기 때문에 플스판에서는 백두산의 배경음악을 편곡하였다.

## 패배 후
누워있는 패배자와 함께 바닥화면이 뜨고 화면 밑에 푸른 글자 YOU LOSE가 계속 있으면서 CONTINUE? 9부터 시작하여 0이 되면 게임 오버가 된다. 타임 오버로 패배하는 경우에는 좌절이나 분한 자세를 취하면서 문자가 뜬다.

## 평가
| 통합 점수       | 통합 점수                |
| 통합사          | 점수                     |
| --------------- | ------------------------ |
| 게임랭킹스      | 93% (PlayStation)        |
| 메타크리틱      | 89/100                   |
| 평론 점수       |                          |
| 평론사          | 점수                     |
| 올게임          | (Arcade) · (PlayStation) |
| CVG             | [ 8 ]                    |
| EGM             | 8.5/10 (PlayStation)     |
| 패미츠          | 38/40                    |
| 게임 인포머     | 9.5/10                   |
| 게임 레볼루션   | A-                       |
| 게임팬          | 291/300                  |
| 게임스팟        | 9.2/10 (PlayStation)     |
| IGN             | 9/10 (PlayStation)       |
| 플레이          | 95%                      |
| Mean Machines   | 94%                      |
| Next Generation | (PlayStation)            |

| 수상                                       | 수상                                                                                           |
| 평론사                                     | 수상                                                                                           |
| ------------------------------------------ | ---------------------------------------------------------------------------------------------- |
| Gamest Awards (1995)                       | 6th Best Game, 6th Best Fighting Game, 9th Best Direction, 4th Best Graphics                   |
| GamePro (1995), GamePro (1996), EGM (1996) | Best Arcade Game                                                                               |
| GamePro (1996)                             | Best Fighting Game                                                                             |
| GameFan Megawards (1996)                   | Best Use of FMV/CG of the Year, Best Soundtrack of the Year (Runner-Up), 5th Top Game of 1996. |